# Álcool amílico
O álcool amílico é um líquido incolor de densidade 0.8247 g/cm³ (0 °C), entrando em ebulição em 131.6 °C, levemente solúvel em água, facilmente solúvel em álcool, éter, clorofórmio e benzeno. Possui um cheiro muito característico e acentuada ardência ao paladar. Quando perfeitamente puro, não é venenoso, no entanto o produto impuro é. Ao passar seu vapor através de um tubo quente, ele desfaz sua composição em acetileno, etileno, propileno etc. É oxidado por ácido crômico, misturado a isovaleraldeído; e forma compostos cristalinos na adição de cloreto de cálcio e cloreto estânico.
Existem oito isómeros de álcool amílico (C5H11OH):
| nome                                              | fórmula                  | estrutura do álcool | Nome IUPAC             |
| ------------------------------------------------- | ------------------------ | ------------------- | ---------------------- |
| álcool amílico normal                             | CH3•(CH2)4•OH            | primária            | 1-Pentanol             |
| isobutil carbinol or ou álcool isoamílico         | (CH3)2•CH•CH2•CH2OH      | primária            | 3-Metil-1-butanol      |
| álcool amílico activo                             | (CH3)(C2H5):CH•CH2OH     | primária            | 2-Metil-1-butanol      |
| butil carbinol terciário ou álcool neopentílico   | (CH3)3C•CH2OH            | primária            | 2,2-Dimetil-1-propanol |
| dietil carbinol                                   | (C2H5)2CH•OH             | secundária          | 3-Pentanol             |
| metil (n) propil carbinol                         | (CH3.CH2•CH2)(CH3):CH:OH | secundária          | 2-Pentanol             |
| metil isopropil carbinol                          | (CH3)2:CH(CH3):CHOH      | secundária          | 3-Metil-2-butanol      |
| dimetil etil carbinol ou álcool amílico terciário | (CH3)2•(C2H5)•:C•OH      | terciária           | 2-Metil-2-butanol      |

Três destes álcoois, o álcool amílico ativo, metol-(n)-propil-carbinol e metil-isopropil-carbinol, contêm um átomo de carbono assimétrico e podem, consequentemente, existir em duas formas opticamente ativas.
O mais importante é isobutil carbinol, sendo este o principal componente da fermentação do álcool amílico e, consequentemente, um componente do óleo fusel. Ele pode ser separado do óleo fusel agitando com solução de salmoura forte, separando a camada oleosa da camada de água salgada e destilando, a porção de ebulição entre 125 °C e 140 °C sendo coletada. Para purificação adicional pode ser agitada com água de cal quente, a camada oleosa separada, seca com cloreto de cálcio e fracionada, coletando-se apenas a fração de ebulição entre 128 °C e 132 °C. Também pode ser preparado sinteticamente a partir de butanol por conversão em isovaleraldeído, que é posteriormente reduzido para isobutil carbinol, por meio de amálgama de sódio.
Os outros álcoois amílicos podem ser obtidos sinteticamente. Destes, butil-carbinol terciário tem sido o mais difícil de obter, e sua síntese foi primeiramente realizada em 1891, por L. Tissier (Comptes Rendus de 1891, 112, p. 1065), por meio da redução de uma mistura de ácido acético e trimetil-acetil-cloreto com amálgama de sódio. É um sólido que funde entre 48 a 50 °C e tem ponto de ebulição de 112,3 °C.